# Арготе, Хуан
Хуа́н Арго́те (исп. Juan Argote, 25 ноября 1906, Ла-Пас, Боливия — дата смерти неизвестна) — боливийский футболист,  полузащитник, участник чемпионата мира 1930 года.

## Карьера

### Клубная
Хуан Арготе выступал за клуб «Боливар».

### В сборной
Арготе провёл за сборную всего 1 матч. Он состоялся на чемпионате мира 1930 года, соперником боливийцев была сборная Югославии. Матч был проигран со счётом 0:4. Больше Арготе в составе сборной на поле не выходил.